# Sobreira Formosa
Sobreira Formosa ist eine Vila (Kleinstadt) und Gemeinde (Freguesia) im portugiesischen Kreis (Concelho) von Proença-a-Nova. In ihr leben 1698 Einwohner (Stand 30. Juni 2011).

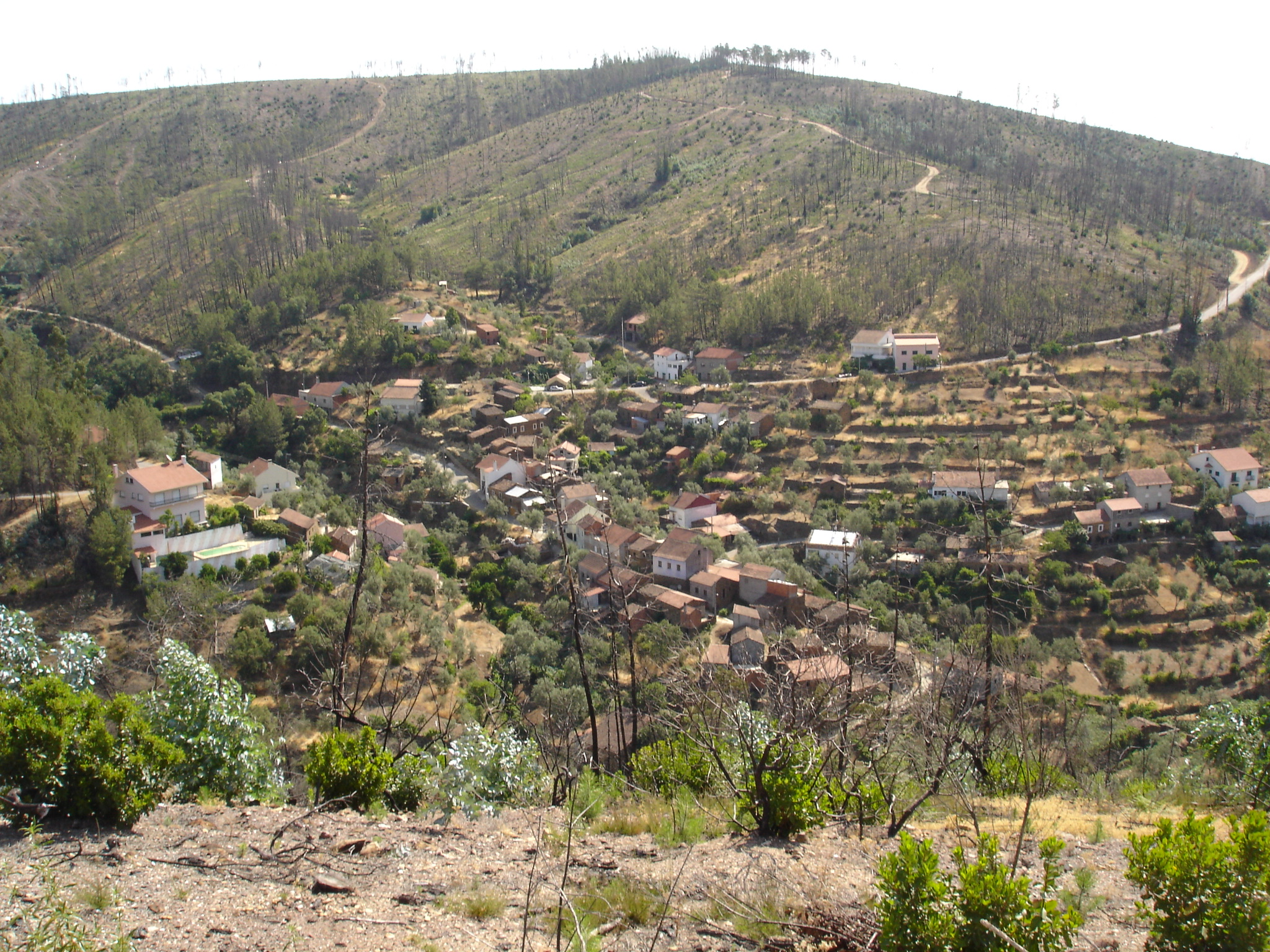
Das Dorf Esfrega der Gemeinde Sobreira Formosa

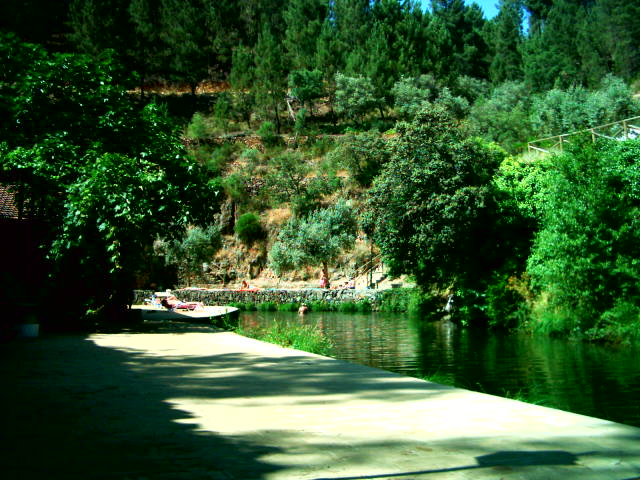
Das Flussbad von Fróia

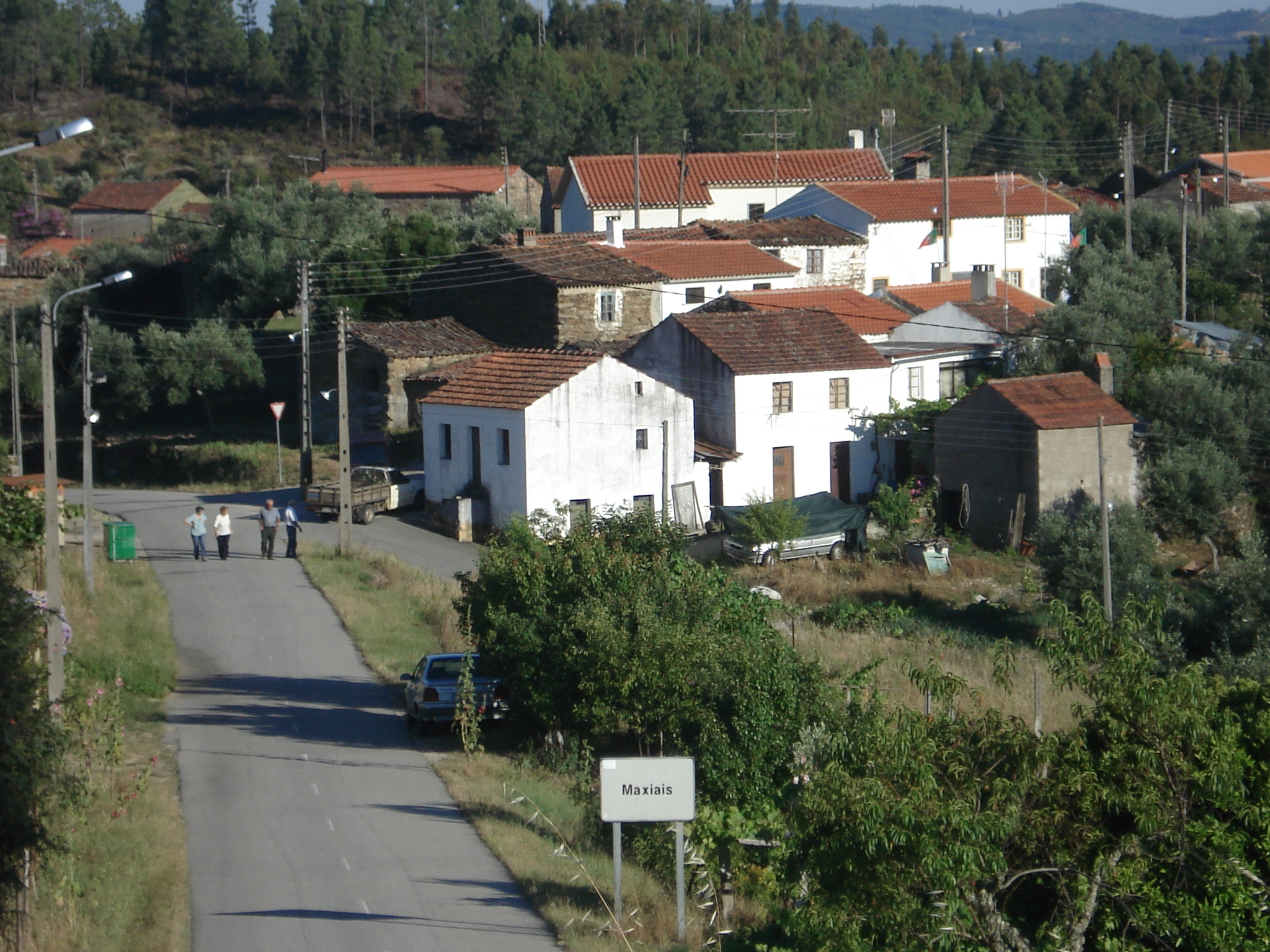
Das Dorf Maxiais der Gemeinde Sobreira Formosa

## Geschichte
Seine ersten Stadtrechte (Foral) erhielt der Ort 1222, unter seinem damaligen Namen Vila Nova (Portugiesisch für: neue Kleinstadt). Dies verdankte der Ort einer unehelichen Tochter des Königs Sancho I., der ihr dieses Gebiet gab. König Manuel I. erneuerte 1510 die Stadtrechte Vila Novas. Später wurde der häufig im Land vorkommende Ortsname Vila Nova in Sobreira Formosa (port. für: schöne Korkeiche) geändert. 1855 wurde der bis dahin eigenständige Kreis aufgelöst und Proença-a-Nova angegliedert.

## Kultur und Sehenswürdigkeiten
Die Gemeinde zählt sechs geschützte Baudenkmäler (Stand Januar 2013). Neben dem Gebäude des Pflegeheims Centro de Dia da Misericórdia de Sobreira Formosa und einer Brunnenanlage sind dies vier Sakralbauten, darunter zwei Kapellen, die Gemeindekirche Igreja Paroquial de Sobreira Formosa (auch Igreja de São Tiago Menor), und die 1558 errichtete, im 18. Jahrhundert umgestaltete, einschiffige Igreja da Misericórdia de Sobreira Formosa (dt.: Barmherzigkeitskirche von Sobreira Formosa). Die manieristische Kirche birgt spätbarocke Altarretabel.
Mit Figueira gehört eines der Dörfer der Route Aldeias do Xisto zu Gemeinde. Wanderwege dieser auch überregional beworbenen Route der traditionellen Schiefer-Dörfer verlaufen durch das Gemeindegebiet von Sobreira Formosa. Zudem verfügt die Gemeinde u. a. über das Flussbad Praia Fluvial de Fróia.

## Verwaltung
Sobreira Formosa ist Sitz einer gleichnamigen Gemeinde (Freguesia). Folgende Ortschaften liegen in der Gemeinde:
| - Atalaias - Casa Nova - Castanheira - Cunqueiros - Esfrega | - Figueira - Fórneas - Fróia - Giesteiras Cimeiras - Giesteiras Fundeiras | - Maxiais - Oliveiras - Pedras Brancas - Pedreira - Penafalcão | - Pereiro - Porteleiros - Cor da Cabra - Póvoa - Pucariço | - Ribeiro de Gomes - Ripanço - Sesmos - Sobral Fernando - Sobreira Formosa | - Souto - Vale da Ursa - Venda |